# Antonia Canales
Antonia Ignacia Canales Pacheco (16 de octubre de 2002) es una futbolista chilena. Juega de portera y su equipo actual es Levante Badalona de la Primera División Femenina de España. 

## Trayectoria
Formada en Universidad Católica, llegó a la titularidad tras la partida de Natalia Campos.
En 2022 dejó el elenco cruzado para firmar en Colo-Colo, año en que el equipo se coronó campeón de la Primera División del campeonato nacional chileno.
A principios de 2023 parte a España, donde primero juega en Real Oviedo, para luego pasar a mitad de año al Valencia CF. 
Luego de 2 años en el conjunto valenciano, Canales se convirtió en nueva jugadora del Levante Badalona. 

## Selección nacional
A nivel sub-17, fue parte de la nómina de la selección chilena en el Campeonato Sudamericano Femenino de 2018 disputado en Argentina. 
En la sub-20, estuvo en los planteles que participaron en los Sudamericanos de Argentina 2020 y Chile 2022.  Participó además en los Juegos Suramericanos de Cochabamba 2018.
Fue citada para jugar por la selección chilena adulta en un cuadrangular amistoso en Brasil en agosto de 2019. Estuvo en la nómina de la selección en la Copa América Femenina 2022, sin jugar.  Su debut, se produjo en octubre de 2022, en un amistoso contra la selección mexicana que terminó 2-2.  Posteriormente junto al equipo chileno obtuvieron la medalla de plata en los Juegos Panamericanos de 2023, con Canales siendo la arquera suplente. 
En 2025, fue convocada para representar a Chile en la CONMEBOL Copa América Femenina, sumando su segunda participación en la cita continental. 

### Partidos internacionales
| Selección chilena | Selección chilena | Selección chilena |
| Año               | Partidos          | Goles             |
| ----------------- | ----------------- | ----------------- |
| 2022              | 2                 | 0                 |
| 2023              | 4                 | 0                 |
| 2024              | 5                 | 0                 |
| 2025              | 5                 | 0                 |
| Total             | 16                | 0                 |

## Clubes
| Club                 | País   | Año           |
| -------------------- | ------ | ------------- |
| Universidad Católica | Chile  | 2017-2021     |
| Colo-Colo            | Chile  | 2022          |
| Real Oviedo          | España | 2023          |
| Valencia CF          | España | 2023-2025     |
| Levante Badalona     | España | 2025-presente |

## Palmarés
| Título           | Club      | País  | Año  |
| ---------------- | --------- | ----- | ---- |
| Primera División | Colo-Colo | Chile | 2022 |